# میانجیگری
میانجی‌گری یکی از روش‌های حل اختلاف است که در آن یک شخص ثالث به نام میانجی به طرفین اختلاف در رسیدن به توافق کمک می‌کند. میانجی‌گری ممکن است به توافق طرفین نینجامد و بی‌نتیجه بماند، در صورت موفقیت در دستیابی به توافق نیز مفاد آن معمولاً از سوی خود طرفین تعیین شده‌است.
طرفین اختلاف ممکن است کشورها، سازمان‌ها، گروه‌ها، افراد یا هر شخص دیگری باشند که میانجیگری منفعتی را برای آنان در پی خواهد داشت. آنان می‌بایست میانجی را شخصی بی‌طرف بدانند.
میانجی‌گری در موضوعات مختلف مورد اختلافی کاربرد دارد، از جمله؛ مسائل تجاری،حقوقی،دیپلماتیک، کاری و خانوادگی.
در میانجیگری برخلاف داوری و ارزیابی کارشناس، پذیرش نظر شخص ثالث برای طرفین الزامی نیست. بلکه کار میانجی فراهم‌آوردن امکان مذاکره طرفین و کشف دقیق موارد اختلاف و رسیدن آن‌ها به بهترین راه حل ممکن است.
میانجیگری بیشتر در اختلافات پیچیده‌ای که نیاز به گفتگوی غیررسمی طرفین دارد، مفید است. سرعت و هزینهٔ کمتر میانجیگری از مزایای این روش حل اختلاف نسبت به فرایند داوری و اقامهٔ دعوی در دادگستری است.
میانجی‌گری که در قانون استفاده می‌شود یک شکل جایگزین حل اختلاف (ADR)است، یکی از راه‌های حل و فصل اختلافات بین دو یا چند طرف معامله با عوامل به هم پیوسته‌است. به‌طورمعمول سوم شخص، میانجی، به طرفین برای رسیدن به یک توافق کمک می‌کند. منازعه کنندگان می‌توانند میانجی گر اختلاف در دامنه‌های متنوعی از جمله: تجارت، دیپلماسی، مسائل کاری، جامعه و مسائل خانوادگی باشند.
به‌طور گسترده واژه «میانجی گری» به هر موردی که در آن یک سوم شخص کمک می‌کند تا دیگران به توافق برسند، اشاره دارد. میانجی‌گری به صورت خاص، اغلب دارای یک ساختار، زمانبندی و پویایی است که «مذاکرات عادی» از آن بی‌بهره‌اند. این فرایند خصوصی و محرمانه است و به صورت قانونی اجرا می‌شوند. مشارکت در آن اغلب به صورت داوطلبانه است. میانجی به عنوان یک سوم شخص بی‌طرف عمل کند و بیشتر تسهیل گر است تا هدایت‌کننده.
میانجی از تکنیک‌های مختلفی برای باز کردن یا بهبود گفتگو بین منازعه کنندگان بهره می‌برد و هدفش کمک به طرفین برای رسیدن به توافق است؛ که بیشتر به مهارت و آموزش دیدگی میانجی وابسته است.
کمیسیون حقوق تجارت بین‌الملل سازمان ملل متحد (آنسیترال) با در نظر گرفتن تعاریف مختلف، در نهایت میانجیگری را چنین معرفی کرده‌است:
« «میانجیگری» به معنای فرایندی است که طرفین اختلاف از شخص یا اشخاص ثالثی تحت عنوان «میانجی» درخواست می‌کنند تا به آنها برای رسیدن به روش دوستانه برای سازش و حل و فصل اختلافی که ناشی از رابطه قراردادی یا سایر روابط حقوقی است کمک کند، اعم از اینکه در این رابطه از واژه‌هایی نظیر «سازش»، «میانجیگری» یا اصطلاحاتی با بار معنایی مشابه، استفاده شده باشد. میانجی حق ندارد شیوه و راه حل و فصل اختلاف را به طرفین تحمیل نماید.»

## مزایای میانجیگری
مزایای میانجیگری عبارتند از:

### هزینه
هزینه میانجی قابل مقایسه با هزینه وکیل نیست. فرایند میانجی‌گری برای یک مسئله به‌طور کلی زمان بسیار کمتری از فرایند حل آن مسئله از مجاری استاندارد قانونی طول می‌کشد. ممکن است یک مورد پرونده برای حل و فصل توسط وکیل یا قاضی ماه‌ها یا سال‌ها طول بکشد و این در حالی است که یک میانجی ظرف چند ساعت به لایحه توافق دست پیدا می‌کند. صرف زمان کمتر به معنی صرف پول و هزینه فرصت کمتری است.
محرمانه: درحالی که جلسات دادگاه عمومی هستند میانجی‌گری کاملاً به صورت محرمانه باقی می‌ماند. هیچ‌کس به جز طرفین دعوا از آنچه اتفاق افتاده اطلاع پیدا نمی‌کند. محرمانه بودن در میانجی‌گری چنان مهم است که در بسیاری از موارد دادگاه نمی‌تواند به زور از یک میانجی برای شهادت در دادگاه استفاده کند. بسیاری از میانجی گران یادداشت‌های فرایند وساطت را پس از پایان فرایند نابود می‌کنند. این شدت از محرمانگی معمولاً شامل سوء استفاده از کودکان یا اعمال مجرمانه و تهدیدها می‌شود.

### کنترل
میانجی‌گری رسیدن طرفین به لایحه توافق را افزایش می‌دهد. برای یک پرونده در دادگاه که کنترل آن توسط قاضی یا هیئت منصفه صورت می‌پذیرد، طرفین ممکن است به توافق برسند اما اغلب قاضی یا هیئت منصفه از نظر قانونی نمی‌توانند راه حلی را که میانجی نشان می‌دهد ارائه کنند. به همین علت احتمال اینکه یک میانجی‌گر به نتیجه‌ای دست پیدا کند که طرفین بر آن توافق دارند بیشتر است.

### پذیرش
توافق، سازگاری و همکاری طرفین معامله، با نتیجه به دست آمده توسط میانجی معمولاً بالا است. این بیشتر هزینه‌ها را کاهش می‌دهد؛ زیرا لازم نیست که طرفین دعوا وکیل استخدام کنند و این در حالی است که نتیجه به دست آمده به‌طور کامل در دادگاه قابل اجرا است.
تقابل: طرفین معامله معمولاً آماده کار متقابل برای رسیدن به یک فصل مشترک با حضور یک میانجی هستند. در بسیاری از موارد این واقعیت وجود دارد که تمایل آن‌ها به میانجی‌گری به این معنی است که آن‌ها آماده «حرکت» برای موقعیت خود هستند؛ و هم چنین تمایل به درک طرف دیگر و درک مسائل اساسی ایجادکننده اختلاف نیز می‌باشند. این برای حفظ رابطه طرفین بسیار سودآور است.
پشتیبانی: میانجی گران برای کار در شرایط دشوار آموزش دیده‌اند. میانجی به طرفین کمک می‌کند تا با نگاه از بالا به مسئله یا اصطلاحاً «خارج از گود» راه حل‌های بسیاری را برای مناقشه‌ای که در آن هستند پیدا کنند.

## تاریخچه
میانجی‌گری در دوران‌های بسیار قدیم مشاهده شده. مورخان اولین موارد آن را در تجارت فینیقی‌ها ذکر کرده‌اند. در یونان باستان این عمل شروع شد. (که واسطه‌های غیر ازداوجی را به عنوان یک proxenetasمی‌شناختند). پس از آن در تمدن روم، (در قوانین روم که شروع شده‌اند از یوستینیانوس از ۵۳۳–۵۳۰) میانجی‌گری یک امر شناخته شده‌است. رومی‌ها برای میانجی گران نام‌های گوناگونی داشته‌اند که از آن جمله می‌توان به: متوسط، شفاعت، میانجی، نیکوکار، philantropus interpres, و در نهایت واسطه اشاره کرد.]نیازمند منبع[.
در برخی از فرهنگ‌ها میانجی به عنوان یکی از چهره‌های مقدس شایسته احترام ویژه‌ای است. و نقش آن تا حدی با نقش خردمندان سنتی یا رئیس قبیله همپوشانی دارد. این افراد اغلب در جوامع آرامش و صلح را به ارمغان می‌آورده‌اند و پیش از رهبران محلی و خردمندان به حل و فصل اختلافات می‌پرداخته‌اند. این روش مسالمت‌آمیز حل و فصل منازعات در جوامع کنفوسیوسی و بوداییستی شایع بوده‌است. .

## کاربردها
علاوه بر حل اختلاف، میانجی‌گری می‌تواند به عنوان یک وسیله پیشگیری از اختلاف نیز عمل کند. مانند تسهیل روند مذاکرات در یک قرارداد. دولت‌ها می‌توانند از میانجی‌ها برای آگاهی یا پیگیری آنچه برای طرفین ذی‌نفع به میان آمده، جهت فرموله کردن یا دنبال کردن جنبه‌هایی از حقیقت، در سیاستگذاری استفاده کنند. میانجیگری اختلافات در بسیاری از موقعیت‌ها قابل اجرا است:
خانواده
- موافقت نامه‌های قبل از ازدواج
- اختلافات مالی و بودجه
- جدایی
- طلاق
- نفقه
- برنامه‌های پدر و مادر (حضانت فرزند و ملاقات)
- مراقبت از سالمندان
- کسب و کار خانوادگی
- درگیری خواهر و برادر بالغ
- پدر و مادر / فرزندان بالغ

متعلقات:
- اخلاق پزشکی و پایان زندگی
- محل کار:
- فسخ غیرقانونی
- غرامت کارگران
- تبعیض
- اذیت
- شکایات
- مدیریت کار

اختلافات عمومی:
- محیطی
- استفاده از زمین

تجاری:
- موجر / مستأجر
- انجمن مالکین منازل
- سازندگان / پیمانکاران / ملکی / مالکان قراردادها

پیمان نامه‌ها
- درمان‌های غلط پزشکی
- آسیب‌های شخصی
- مشارکت

دیگر:
- درگیری‌های مدرسه
- جلوگیری از خشونت
- میانجی مجرم آسیب دیده (قربانی)
- سازمان‌های غیرانتفاعی
- جوامع مذهبی

## آفریقای جنوبی
اوایل دهه ۱۹۸۰ تعدادی از موسسات میانجی‌گری دفاع و پشتیبانی داشتند. سرویس میانجیگری مستقل آفریقای جنوبی (IMSSA) در سال ۱۹۸۴ تأسیس شد. این میانجیان آموزش دیده، از طریق کمیته‌های محلی منازعه به عنوان بخشی از پیمان ملی صلح کار می‌کردند. آموزش‌های اولیه توسط ACAS انگلستان انجام شد. IMSSA میانجی‌گری در داخل محیط‌های اتحادیه‌ای را پوشش می‌دهد. اخیراً کمیسیونی برای مصالحه، وساطت و داوری (CCMA) به عنوان نتیجه قانون روابط کارگر- کارفرما به شماره ۱۹۹۵۶۶ تشکیل شده و جایگزین دادگاه‌های صنعتی برای حل اختلافات اشتغال در بسیاری از مناطق شده‌است. فرایندهای غیررسمی برای یافتن راه حل بین درگیری‌ها در جامعه در حال رشد است. پس از سال ۱۹۹۵ دولت میانجی‌گری را به عنوان یک حق قانونی، برای حل منازعات شغلی به رسمیت شناخت. در قانون، موافقتنامه‌های میانجیگری الزام‌آور شدند. به‌طور کلی این فرایند باعث رشد قراردادهای جمعی، دستمزدهای مشروط و با ضابطه شد و مسائل فردی از جمله اخراج را نیز دربرگرفت.
البته میانجی‌گری همیشه موفق نیست. در یک مورد در شهر کیپ جنوبی، میانجی‌گری بین اتحادیه‌های شهری باعث بازگرداندن روابط نشد و بدتر موجبات تجزیه را فراهم آورد.
میانجیگری تکامل یافته شامل: Med/Arb, Con/Arb and Arb/Med.

## روابط صنعتی استرالیا
ADR در روابط صنعتی استرالیا مدت‌ها قبل از رسیدن جنبش مدرن ADR آغاز شد. یکی از اساسنامه‌های مصوب پارلمان کشورهای مشترک‌المنافع قانون مصالحه و داوری (CTH)۱۹۰۴ بود. این مجوز دولت فدرال برای تصویب قوانین مربوط به مصالحه و داوری برای پیشگیری و حل و فصل اختلافات صنعتی، فراتر از محدودیت‌های هر یک از دولت‌ها است. برجسته‌ترین شکل استفاده از ADR مصالحه بود و به‌طور کلی دور از میانجی‌گیری مدرن برداشته شده‌است.
تغییرات قابل توجهی در سیاست‌های دولت از سال ۱۹۶۶ تا ۲۰۰۷ صورت گرفته. قانون روابط محل کار (CTH) ۱۹۹۶ به دنبال تغییر سیستم صنعتی دور از یک رویکرد جمع گرا، که در آن اتحادیه‌ها و کمیسیون روابط صنعتی استرالیا (AIRC) نقش قوی داشتند، به یک سیستم غیر متمرکزتر از چانه زنی‌های فردی بین کارفرمایان و کار مندان تبدیل شد.
قانون سنتی، نقش AIRC را، مسئولیت حل و فصل اختلافات در سطح سازمانی قرارداد. این میانجیگری برای حل و فصل اختلافات روابط صنعتی به جای مصالحه سنتی به کار گرفته می‌شد.
استرالیا به صورت وسیع میانجیگری را در قانون خانواده و روابط صنعتی در اصلاح قانون روابط محل کار باعنوان گزینه‌های کار۲۰۰۶ گنجانده‌است. نمونه‌هایی از این میانجی‌گری را می‌توان در مذاکرات چانه زنی اخیر سرمایه‌گذاری شاهد بود. استرالیا مدعی است میانجی‌گری دارای این مزایا می‌باشد:
- صرفه جویی در هزینه
- کاهش تضاد
- آموزش و پرورش
- مسائل گسترده‌تر در مقابل دادگاه
- دسترسی بیشتر به عدالت
- کنترل بیشتر بر روند مذاکره

## مسائل محل کار
اجرای مدیریت منابع انسانی (HRM) سیاست‌ها و شیوه‌های تمرکز بر فرد کارگر را تکمیل کرد. و همه سوم شخص‌ها و احزاب دیگر مانند اتحادی و AIRC را رد کرد. مدیریت منابع انسانی همراه با تغییرات سیاسی اقتصادی توسط دولت هوارد استرالیل انجام شد و محیطی را ایجاد کرد که در آن می‌توان ADR خصوصی در محیط کار را پرورش داد.
رشد میانجیگری و کاهش اتحادیه‌ها، رشد بروز و ظهور افراد را به دنبال داشت. در صنایعی با پایین‌ترین نرخ اتحادیه‌های کسب و کار، بیشترین رشد میانجی‌گری نشان داده شده‌است. اعلامیه گزینه‌های کار سال ۲۰۰۶، بیشتر تغییرات قانونگذار برای بی‌قید و بندی روابط صنعتی بود. یک عنصر کلیدی از تغییرات جدید تشویق رقابت با میانجی گران خصوصی و تضعیف AIRC بود.
اختلافات زیادی در محل کار رخ می‌دهد از جمله: اختلاف بین کارکنان، ادعاهای مربوط به آزار و اذیت، منازعات بر سر قرار داد و ادعای غرامت توسط کارگران. در اختلافات بزرگ محل کار، بین افرادی که رابطه کاری مداوم در درون یک سیستم بسته با هم دارند، میانجی‌گری یا رسیدگی در محل کار به عنوان فرایندهای حل اختلاف مناسب خواهد بود. با این حال پیچیدگی روابط، مربوط به سلسله مراتب، امنیت شغلی و رقابت، می‌تواند میانجی‌گری را پیچیده کند.

## میانجی گری اجتماعی
اغلب اختلافات مربوط به همسایگان، دارای هیچ مکانیزم رسمی واضحی نیست. میانجی گران اجتماعی بیشتر متمرکز بر تعارضات محلی هستند و به آموزش داوطلبان محلی برای میانجی‌گری می‌پردازند. چنین سازمان‌هایی اغلب در اختیار جمعیت‌هایی است که نمی‌توان دادگاه یا ADRحرفه‌ای برای آن‌ها فراهم کرد. به‌طور معمول، برنامه‌های اجتماعی میانجی‌گری اختلافات بین موجر و مستأجر، اعضای انجمن‌ها و مالکان کسب و کارهای کوچک و مصرف‌کنندگان را به عهده دارد. بسیاری از برنامه‌های اجتماعی خدمات خود را به صورت رایگان یا هزینه‌های اسمی ارائه می‌دهند. تجربه برنامه‌های میانجی‌گری اجتماعی با استفاده از واسطه‌های داوطلب، در اوایل دهه ۱۹۷۰ در چند شهر بزرگ آمریکا آغاز شد. تأسیس صدها برنامه موفق در سراسر کشور در دو دهه، موفقیت این دست از برنامه‌ها را ثابت می‌کند. در برخی از حوزه‌های قضایی مانند کالیفرنیا، گزینه مورد توافق طرفین در دادگاه قابل اجرا است.

## میانجی گری همتا
میانجی همتای شبه منازعه‌کننده، مانند سن مشابه، حاضران در یک مدرسه یا همان وضعیت مشابه، در کسب کار، ظاهراً بیشتر از یک فرد بیرونی می‌تواند به حل منازعه بپردازد. [۱۲] میانجی‌گری همتا باعث ترویج انسجام اجتماعی می‌شود و عوامل محافظتی را افزایش می‌دهد و جو مثبتی در مدرسه ایجاد می‌کند.[۱۳]. استاندارد ملی مدرسه سالم (وزارت آموزش و پرورش۲۰۰۴) بر اهمیت این رویکرد جهت کاهش قلدری و ترویج موفقیت دانش آموزان تأکید دارد[۱۲]. دانشکده‌ها فرایندهایی را برای جذب دانش آموزان علاقه‌مند اتخاذ کرده‌اند. صلح را یاد بگیرید و یاد بدهید یک برنامه معتبر میانجی‌گری همتا است. .[۱۴] این برنامه طی یک دوره ۵ ساله مورد بررسی قرار گرفت و نتایج مثبتی را از خود نشان داد. از جمله کاهش خشونت در مدارس ابتدایی و افزایش مهارت‌های اجتماعی افراد. در همین حین، جو مدرسه مسالمت‌آمیز تر و مثبت تر شده بود.
میانجی‌گری همتا باعث کاهش جرم و جنایت در مدارس شده‌است. وقت مشاوران و مدیران را ذخیره کرده. موجب افزایش اعتماد به نفس شده، بعث بهبود و حضور رهبری در بین دانش آموزان شده و مهارت‌های حل مسئله را در آن‌ها افزایش داده‌است. در مدارس آمریکا برنامه‌های حل تعارض به این شیوه، در سال‌های (۱۹۹۹–۱۹۹۱) ۴۰ درصد افزایش یافته‌است.
صلح را بیاموزید و یاد بدهید، در مدارس ابتدایی مختلفی در حومه شهر مورد مطالعه قرار گرفت. دسترسی دانش‌آموزان به میانجی‌گری همتا (N = ۸۲۵) بود. خشونت در طی یک دوره ۵ ساله، به صورت گسترده و طولانی مدت کاهش قابل توجهی داشته‌است. این کاهش هم درگیری‌های لفظی و هم درگیری‌های فیزیکی را در بر می‌گیرد. میانجیان به دانش‌های جدید دست پیدا کردند و دستاوردهای قابل توجهی در درگیری‌ها، حل تعارض و میانجی‌گری در طول سه ماه پیگیری فرایند به دست آوردند. علاوه بر این، برنامه‌های صلح را یاد بگیرید و یاد بدهید برای میانجی گران و شرکت کنندگان مؤثر بوده و تمام جلسات میانجی‌گری در حل منازعه موفق بوده‌اند.

## منازعات تجاری
میانجی‌گری اولین بار برای کسب و کار و تجارت مورد استفاده قرار گرفت. این حوزه به عنوان رایج‌ترین کاربرد باقی مانده‌است.]نیازمند منبع[.  همانگونه که توسط تعدادی از واسطه‌ها کل ارزش مبادله، اندازه‌گیری می‌شده.]نیازمند منبع[ .  نتیجه کار یک واسطه کسب و کار، به‌طور معمول یک قرار داد دو طرفه است. میانجی‌گری تجاری کار در امور مالی، بیمه، دلالی کالا، تهیه املاک و مستغلات. در برخی از مناطق نام‌گذاری‌های تخصصی میانجی (واسطه) و عملکرد آن از قوانین خاصی پیروی می‌کند. به‌طور کلی میانجی (واسطه) مجاز به تجارت کالاهایی که به عنوان میانجی در آن فعالیت می‌کند نیست.
میانجیگری خرید، شامل اختلافات بین بخش خصوص و بخش دولتی است. در عرف قضایی، فقط مقررات نظارتی یاری‌رسان زمینه‌های امور خارجی (قانون اتحادیه اروپا و برنامه‌های داخلی) یا دستورالعمل‌های عمومی اداری که گسترش دهنده قوانین عادی تجارت هستند ایجاد می‌شود. قانون کلی قراردادها در انگلستان بر همین اساس اعمال می‌شود. میانجی‌گری خرید، در شرایطی رخ می‌دهد، که پس از ایجاد قرارداد در آن اختلافی نسبت به عملکرد یا پرداخت مطرح شود. ممکن است در انگلستان یک میانجی انتخاب کنید که در آن نوع قرارداد متخصص باشد یا یک سازمان دولتی ممکن است یک فرد را به عنوان میانجی خاص منصوب کند.

## میانجیگران بومی
در پاسخ به تصمیم Mabo دولت استرالیا به منظور تعامل با جامعه و صنعت، برای تصرف زمین و استفاده از آن، قانون عنوان بومی (CTH) در ۱۹۹۳ تصویب شد. که در آن میانجی‌گری برای تعیین حقوق بومی مورد نیاز است. این روند در دادگاه‌های فدرال و دادگاه حقوق بومی (NNTT) گنجانده شده‌است. میانجیگری ممکن است در موازات با چالش‌های حقوقی از جمله آنچه در پرث رخ داده‌است، اتفاق بیفتد. برخی از ویژگی‌های میانجیگری حقوق بومی، که آن را از دیگر اشکال مجزا می‌کند عبارتند از: چارچوب‌های طولانی مدت، تعداد طرفین گوناگون و قوانینی که موجب محدودیت در برخی از جنبه‌های مذاکرات می‌شود.

## ارتباط جهانی
میانجیگری ارتباط در اختلافات مرزی احتمالاً محدود تر است. میانجی‌گری شدیداً نیازمند شناساندن به طرفین است تا آن‌ها با میل رغبت شرکت کنند، داشتن یک قدرت فراگیر حقوقی برای اجرای موافقت نامه‌های حل منازعه، غلبه بر تفاوت‌های فرهنگی و زبان، که هریک می‌تواند مانعی بر سر راه موفقیت‌آمیز بودن میانجیگری باشد.
فرایند
نقش‌ها
میانجی
نقش اصلی میانجیان، عمل به عنوان یک شخص بی‌طرف، برای تسهیل مذاکرات بین طرفین دعوا است. علاوه براین، میانجی می‌بایست از آماده بودن کلیه لوازم و تدارکات مورد نیاز فرایند توافق اطمینان حاصل کند. (نگاه کنید به آماده‌سازی). میانجی باید فشار، ارعاب و تهدید را محدود کندو نشان دهد که چگونه از طریق استفاده از زبان خوب و مهارت‌های ارتباطی گوش دادن و توجه به پیام‌های غیر کلامی و علائم دیگر که ناشی از زمینه چینی میانجی‌گری است با استمداد از تجربه و تخصص میانجی، طرفین به صورت مستقیم به تمرکز بر روی مسائل بپردازند و از حملات شخصی دوری جویند.

## طرفین معامله
نقش هر یک از طرفین با توجه به انگیزه و مهارتی که دارند متفاوت است. نقش مشاورین حقوقی، مدل میانجی گری، سبک میانجی و فرهنگ محلی که در آن میانجی‌گری صورت می‌گیرد می‌تواند تأثیرگذار باشد. الزامات قانونی نیز می‌تواند در نقش تأثیرگذار باشد.

## تدارک (آماده‌سازی)
اولین نقش طرفین برای رضایت از میانجی گری، فعالیت‌های مقدماتی و آماده‌سازی برای آغاز فرایند است. طرفین همانگونه که برای دیگر مذاکرات آماده می‌شوند، برای میانجی‌گری نیز تدارک می‌بینند. ممکن است طرفین، اظهارات شغلی، گزارش‌های ارزیابی، تجزیه و تحلیل و ارزیابی ریسک ارائه کنند. میانجی ممکن است نظارت‌کننده یا تسهیل‌کننده باشد و نیاز به آماده‌سازی خاصی داشته باشد.

## افشا
موافقت نامه‌های میانجی گری، قوانین میانجی‌گری و دستورهای ارجاع شده مبتنی بر دادگاه، ممکن است دارای الزامات افشا باشند. شاید میانجی از قدرت‌های تصریح شده یا ضمنی برای هدایت طرفین به تولید گزارش‌ها، اسناد و مواد دیگر داشته باشند. میانجی در دادگاه ارجاع میانجیگری، از طرفین خواسته می‌شود که همه اسناد تولید شده که می‌توانند از طریق قوانین کشف یا افشا در دسترس باشند را مبادله کنند. از جمله شنیدن اظهارات شاهد، ارزیابی‌ها و گزارش‌های مشروح بیان علت.

## مشارکت
میانجی‌گری نیاز به شناسایی مستقیم آنچه بین طرفین گذشته‌است دارد. طرفین می‌بایست در جلسه میانجیگری حضور و مشارکت داشته باشند. برخی از قوانین میانجی‌گری نیاز به مشارکت افراد و طرفین دارد. مشارکت در یک مرحله ممکن است فقدان در مرحله بعد را جبران کند.

## تهیه
درانتخاب یک میانجی مناسب، باید به تجربه، مهارت، اعتبار، هزینه و… توجه کرد. معیارهای شایستگی میانجی مورد مناقشه است. صلاحیت قطعاً شامل بی‌طرف باقی‌ماندن، حرکت بین طرفین، هرچند نقاط مختلفی در مناقشه به بن‌بست برسد. نزاع بر سر این است که آیا تخصص در موضوع مورد اختلاف باید در نظر گرفته شود یا در نهایت مخل عینیت یافتن میانجی‌گری است.
مراحل آماده‌سازی برای میانجی‌گری با توجه به الزامات قانونی متفاوت است. حداقل در به دست آوردن تمایل طرفین به مشارکت در روند میانجی گری.[۲۲] برخی از برنامه‌های میانجی‌گری مبتنی بر دادگاه، مستلزم این است که دادگاه بیانیه‌ای منازعه یا خلاصه‌ای از موضوع مورد اختلاف را برای میانجی آماده کند. در دیگر موارد، فرایند تعیین مواد در موضوع، می‌تواند تبدیل به بخشی از میانجی‌گری شود.
رسیدگی میانجی به منازعه قبل از جلسه میانجیگری، می‌تواند موجب کاهش اضطراب طرفین، بهبود شانس حل و فصل اختلاف و افزایش رضایت از روند میانجی‌گری شود. می‌بایست اطمینان حاصل شود که همه شرکت کنندگان آماده بحث برای یک مورد اختلاف با دلایل عینی و منطقی هستند. آمادگی، زمانی در منازعه بهبود پیدا می‌کند که رسیدن به نتایج مختلف در حل اختلاف قابلیت زیست داشته باشد. ارائه تخمین‌های واقعی، از دست دادن‌ها و آسیب‌ها. شناسایی دیگر شرکت کنندگان منازعه. این فرایند ممکن است وکلا، کارشناسان، مترجمان، خانواده و غیره را دربرگیرد. ایمن‌سازی محل برگزاری هر جلسه میانجی گری. پرورش بحث، هرگونه نیازهای ویژه، محافظت از حریم خصوصی و اجازه به بحث به میزان کافی.
اطمینان از اینکه، اطلاعات، از جمله عکس‌ها، اسناد، سوابق مشارکت کنندگان، پرداخت‌ها، زندگی‌نامه، رسیدها، گزارش‌های پزشکی، اظهارات بانک و غیره همه در دسترس هستند.]نیازمند منبع[ آیا طرفین پیمانی را که شامل روند و رویه تصمیمات از جمله محرمانه بودن، پرداخت هزینه‌های میانجی، روش‌های ارتباطی و غیره است را امضا کرده‌است.

## مذاکره
میانجی‌گری معمولی دارای هیچ‌یک از عناصر رسمی اجباری مذاکرات رسمی نیست، اگر چه برخی از عناصر معمولاً رخ می‌دهند:
- ایجاد چارچوب قوانین و مرزهای میانجیگری
- جزئیات اطلاعات طرفین
- شناسایی مسائل
- جزئیات روشن از منافع مربوطه و اهداف
- جستجو برای معیارهای عینی
- شناسایی گزینه‌ها
- بحث و تجزیه، تحلیل راه حل‌ها
- تنظیم و اصلاح راه حل‌های پیشنهادی
- پیشینه نوشتن توافق

در میانجی‌گری فردی با توجه به اینکه قانون حکومت می‌کند، معمولاً روش میانجی‌گری و این مراحل مطابق با شرایط خاص متفاوت است.
فعالیت‌های پس از میانجیگری
در این بخش از هیچ منبعی استفاده نشده‌است. لطفاً برای بهبود این نوشته با اضافه کردن و استناد به منابع معتبر کمک کنید. شاید نوشته‌های بدون منبع به چالش کشیده شده  و حذف شوند.(اکتبر۲۰۰۶)

## تصویب و بررسی
تصویب و بررسی ارائه پناه برای میانجی‌گری بین دو طرف است. همچنین آن‌ها فرصتی نه چندان ضروری را برای افراد ایجاد می‌کنند برای تثبیت نتیجه. برخی از توافقات میانجیگری نیاز به تصویب یک سازمان خارجی مانند شورا، هیئت مدیره یا کابینه دارد. در برخی از شرایط توافق میانجیگری می‌بایست مورد تأیید یک دادگاه یا یک قدرت بیرونی نیز برسد؛ بنابراین اگر پدر و مادر بزرگ یا سایرین، حق سکونت در اختلافات خانوادگی اعطا شده باشد، میانجی و مشاور دادگاه می‌بایست گزارشی را به دادگاه از توافقات پیشنهادی ارائه دهد تا به روند حل این پرونده و وضع نهایی آن کمک کند. در موارد دیگر ممکن است این توافق‌نامه‌ها توسط وکلا، حسابرسان یا مشاوران حرفه‌ای بررسی شود.
اجرای موافقت نامه‌های میانجی گری، باید بر مقررات و قوانین مصوب دادگاه‌ها منطبق باشد. میانجیگری طرفین به صورت خصوصی نیز ممکن است بخواهند برای به دست آوردن حکم دادگاه تصمیم‌گیری‌های خود را به دادگاه ارائه دهند. بر اساس طرح نظارتی کوئینزلند، در میانجی گری‌های مبتنی بر دادگاه، میانجی برای ثبت و گواهی مدارک میانجی گری، نیاز به فرم‌های مقرر در قوانین دارد. طرفین ممکن است برای ترتیب اثر دادن و اعمال توافق‌های انجام شده به دادگاه مربوطه مراجعه کنند. حکم دادگاه به واسطه همان توافقات وضع شده به دست می‌آید.
موارد مورد مراجعه میانجی ممکن است برای انجام یک فعالیت حرفه‌ای به یک یا چند روان‌شناس، حسابدار، مددکار اجتماعی یا دیگرانی که می‌توانند به صورت حرفه‌ای یاری‌کننده میانجی‌گری باشند رجوع کند.
کسب اطلاعات میانجی در برخی از موقعیت‌ها، پس از جلسه میانجی گری، میانجی باز خورد جلسه را به صورت یک گزارش با پرسش از شرکت کنندگان و طرفین منازعه دریافت می‌کند. این گزارش شامل تجزیه و تحلیل و ارزیابی روند است. در بسیاری از جوامع، خدمات گزارش‌گیری و کسب اطلاعات اجباری است و میانجی هزینه آن را پرداخت می‌کند.
سنجش اثر در میانجی گری‌های رسمی، علاوه بر رسیدن به توافق برای حل و فصل اختلاف، رضایت طرفین و شایستگی میانجی را نیز می‌توان اندازه‌گیری کرد. نظر سنجی از طرفین معامله، سطوح قوی از رضایت از فرایند را نشان می‌دهد.[۲۴] البته اگر طرفین به‌طور کلی پس از حل و فصل، راضی باشد نیاز به هیچ توضیحی نیست.

## میانجی آموزش و تعلیم
نیازهای آموزشی برای اعتبار بخشی به یک میانجی، بین گروه‌های معتبر، از کشوری به کشور دیگر متفاوت است. در برخی موارد قانون دارای الزامات اجباری است و در برخی دیگر افراد حرفه‌ای ملزم به استفاده از استانداردهایی برای اعتبار بخشی هستند. بسیاری از دانشگاه‌های آمریکا، ارائه میانجیگری در دکترا و تحصیلات تکمیلی و درجات DMed به اوج خود رسیده‌است.

## استرالیا
به عنوان مثال، در استرالیا افرادی که مایل به کار حرفه‌ای در حوزه قانون خانواده هستند، باید مدارک عالی در حقوق یا علوم اجتماعی داشته باشند و ۵ روز آموزش میانجیگری دیده باشند و ۱۰ ساعت مباشر دوره میانجی‌گری بوده باشند. از این گذشته، آن‌ها پس از آموزش می‌بایست ۱۲ ساعت در هر ۱۲ ماه تمرین‌های آموزش را به انجام رسانده باشند.
در موسسات دیگر واحدهایی در میانجی‌گری در تعدادی از رشته‌ها، مانند حقوق، علوم اجتماعی، کسب و کار و علوم انسانی ارائه می‌شود. فعالیت‌های مختلف در حوزه میانجی‌گری نیازمند تحصیلات دانشگاهی است؛ ولی در برخی معاملات مهارت‌های عملی در مقایسه با دانش نظری مهم‌تر است. برخی سازمان‌های بین‌المللی امکان شرکت در دوره‌های آموزشی را با روشی مشابه آموزش میانجی‌گری فراهم می‌کنند. مانند مرکز حل اختلاف مؤثر.
هیچ‌یک از قوانین وضع شده در سطح آموزش و پرورش در سازمان‌های شاغل (پزشکان و وکلا) اعمال نمی‌شود. با این حال سازمان‌هایی مانند شورای حل اختلاف (NADRAC) جایگزین ملی برای یک دامنه گسترده از چنین مسائلی است. حوزه‌های قضایی در دیگر سیستم‌ها مانند آلمان، از اعمال سطح بالاتری از صلاحیت‌های آموزشی برای پزشکان و میانجی گران حمایت می‌کنند.

### کدهای رفتاری
عناصر مشترک کدهای رفتاری عبارتند از:
- اطلاع‌رسانی به طرفین روند میانجی گری
- اتخاذ یک موضع کاملاً بی‌طرف
- حل هرگونه درگیری احتمالی مورد علاقه
- حفظ اصل محرمانه بودن، در درون مرزهای قانون
- تحصیل اطمینان از تمرکز حواس و سلامت جسمی و روانی همه شرکت کنندگان
- هدایت طرفین به منابع مناسب برای مشاوره حقوقی
- درگیر شدن در آموزش مستمر
- عمل در حوزه‌هایی که فقط در آن‌ها تخصص دارند.

در استرالیا کدهای رفتاری میانجی‌گری شامل قوانین ایجاد شده توسط مجامع حقوقی استرالیای جنوبی و استرالیا، استرالیای غربی و قوانین ایجاد شده توسط سازمان‌هایی مانند مؤسسه داوران و میانجی گران استرالیا (IAMA) and LEADR است. کمیسیون اخلاق جرج تاون، انجمن میانجی گری، اتحادیه بین‌المللی پاریس Avocats و کمیسیون اروپا کدهای رفتاری برای میانجی گران اعلام کرده‌اند.

## فرانسه
در فرانسه میانجی گران حرفه‌ای سازمانی را به منظور ایجاد یک روند منطقی در حل تعارض ایجاد کرده‌اند. در تعریف «علمی» این رویکرد از یک شخص و یک تعارض است. این تعاریف برای کمک به ایجاد یک فرایند میانجیگری سازمان یافته‌است. میانجی می‌بایست یک کد اخلاق با حداقل تضمین‌های حرفه‌ای را اتخاذ کند. [۲۵]

## اعتبار بخشی استرالیا
طیف وسیعی از سازمان‌ها در استرالیا میانجی‌گری استاندارد را به رسمیت شناخته‌اند. با توجه به اینکه میانجیگری‌های حرفه‌ای و سطح ویژگی‌ها، استانداردها متفاوتند. استانداردها با فرایندهای ADR خاص اعمال می‌شوند. سیستم اعتبار بخشی میانجی‌گری ملی (NMAS) فعالیت خود را در تاریخ ۱ ژانویه ۲۰۰۸ شروع کرد. این طرح مبتنی بر صنعت که متکی بر انطباق داوطلبانه با سازمان‌های میانجی که موافق میانجی معتبر مطابق با استانداردهای لازم هستند.
سازمان‌های میانجی ایده‌آل‌های گوناگونی را از یک میانجی خوب منعکس می‌کنند. آموزش دیدگی و مجوز رسمی از هر سازمان خاص متفاوت است. استرالیا یک سیستم اعتبار بخشی ملی که شاید منجر به انتخاب بهینه یک میانجی شود اتخاذ نکرده‌است.

## انتخاب
انتخاب یک میانجی بسیار مهم است و به دانش علمی، سبک‌های میانجی‌گری و تأثیر زمینه‌های حرفه‌ای در رسیدن به نتیجه در انتخاب میانجی مؤثر است. به‌طور کلی برنامه‌های میانجی‌گری اجتماعی به هدایت توسط واسطه اختصاص دارد. برای مثال در نیو سایت ویلز، زمانی که گروه‌ها نمی‌توانند بر روی یک میانجی به توافق برسند، از طرف یک نهاد از جمله کانون وکلا، یک میانجی واجد شرایط را برای آن‌ها تأمین می‌کند.
از سال ۲۰۰۶ تاکنون، در مکانیسم‌های رسمی برای اعتراض به انتصاب یک میانجی خاص ثابت نشده‌است. طرفین می‌توانند از میانجی بخواهند که دلایل آن‌ها را برای تضاد منافع نادیده بگیرد. در برخی موارد قانون معیاری را برای میانجی در نظر می‌گیرد. به عنوان مثال در نیو سات ویلز، قانون خانواده مصوب پارلمان ۱۹۷5 (CTH) قابلیت‌هایی را برای میانجی در نظر گرفته‌است.
ضوابط
معیارهای مفید برای انتخاب یک میانجی:
- ویژگی‌های شخصی: صبر، همدلی، هوش، خوش‌بینی و انعطاف‌پذیری
- مدارک تحصیلی: دانش تئوری و عملی در خصوص منازعات، مذاکره، میانجیگری، مهارت میانجی گری
- تجربه: تجربه در حل اختلاف و تجربه در زندگی شخصی
- تعلیم
- پیشینه حرفه‌ای
- صدور گواهینامه و اعتبارنامه
- سبک میانجی‌گری مناسب
- تضاد منافع
- هزینه
- تعیین سومین طرف معامله

در قراردادهای میانجی‌گری مشخص نیز ممکن است نفر سومی پیشنهاد یا تحمیل شود. برخی از سوم شخص‌ها در لیست افراد تأیید شده قرار دارند در حالی که میانجی در فهرست دیگری است. فهرست ممکن است باز باشد و هر فرد واجد شرایط و متناسب به آن ملحق شود. یا فهرست ممکن است بسته باشد و به حل منازعه دعوت شود.
در انگلیس و در سطح بین‌المللی به‌طور کلی فهرست باز است. مانند مؤسسه داوران خبره، مرکز حل اختلاف. در کنار آن به صورت متناوب نیز پانل‌های خصوصی مشارکت وجود دارد و برای انتصاب به میانجی‌گری رقابت می‌شود. به عنوان مثال Savills.

## مسئولیت
مسئولیت‌های حقوقی ممکن است در میانجی‌گری ریشه داشته باشند. برای مثال یک میانجی می‌تواند طرفین را گمراه کند یا ناخواسته اصل محرمانگی را نقض کند. با وجود چنین خطراتی اقدامات قضایی کاملاً غیرمعمول است. تنها یک مورد در استرالیا در سال ۲۰۰۶ گزارش شده‌است. به‌طور کلی پرداخت خسارت یک امر طبیعی است. اما آموزش بهترین و مناسب‌ترین راه برای حفاظت از میانجی است. مسئولیت‌ها برای میانجی می‌تواند در شبه جرم، برای نقض تعهدات امانتی و در قرارداد رخ دهد.
مسئولیت در قرارداد زمانی مطرح می‌شود که یک میانجی، قرارداد با یک یا چند نفر را (به صورت کتبی یا شفاهی) نقض کند. نقض به دوشکل وجود دارد. نقض عدم انجام و نقض پیش‌بینی.
محدودیت در مسئولیت عبارت است از: نیاز به نشان دادن علت واقعی.
مسئولیت در شبه جرم زمانی مطرح می‌شود که میانجی تحت تأثیر یکی از طرفین قرار بگیرد. (به خطر انداختن انسجام و یکپارچگی تصمیم). نقض محرمانگی اغلب، مسامحه کاری و سهل انگاری است. برای اینکه میانجی خسارت بپردازد، طرفین باید ثابت کنند آسیب واقعی به علت عملکرد میانجی است نه نوع عملکرد طرفین.

## Tapoohi V Lewenberg
مسئولیت نقض تعهدات امانی زمانی اتفاق می‌افتد که یکی از طرفین در رابطه خود با میانجی چیزی غیر از بی‌طرفی را تصور کند. از آنجا که این مسئولیت متکی بر یک تصور غلط است بعید است دادگاه اقدامی برای آن انجام دهد. همان‌طور که در ۲۰۰۸ Tapoohi V Lewenberg در استرالیا تنها موردی است که مسئولیتی را در این خصوص برای میانجی در نظر گرفته‌است.
این مورد شامل حل و فصل اختلاف دو خواهر برای املاک است که از طریق میانجیگری به نتیجه رسیده‌است. فقط یکی از خواهرها به صورت حضوری با میانجی ارتباط داشته و دیگری از طریق تلفن و با وکلای خود در جلسات شرکت کرده، توافق اجرا شد. در آن زمان به صورت شفاهی عنوان شد که قبل از حل و فصل نهایی، مشاوران مالیاتی می‌بایست قبل از چنین انتقال بزرگی برداشت مالیات سود سرمایه اموال را آغاز کنند. ۱٫۴ میلیون دلار در Tapoohi V Lewenberg برای تبادل زمین پرداخت می‌شود. یکسال بعد زمانی که Tapoohi متوجه می‌شود که دارای بدهکاری مالیاتی است، از خواهرش، وکلا و میانجی بر اساس این واقعیت که این توافقنامه نیاز به مشاوره مالیاتی داشته شکایت می‌کند.
توافق اولیه کلامی بود بدون هیچ توافق رسمی. یکی از وکلای Tapoohi ادعا کرد که میانجی مسئولیت قراردادی خود را نقض کرده‌است. با توجه به فقدان هرگونه توافق رسمی، اگر چه دادگاه درخواست خلاصه داوری را رد کرد. اما این مورد مقرر کرد که میانجی مدیون وظیفه مراقبت به طرفین است و عمل نکردن به آن نقض مسئولیت را به همراه دارد. Habersberger J این مورد را این‌گونه منعقد کرد «نه فراتر از بحث». که نقض وظایف قراردادی میانجی می‌تواند زیان‌آور باشد. چنین ادعاهایی به دادگاه ارزیابی محاکمه نیاز داشت.]نیازمند منبع[ این مورد با تأکید بر نیاز به موافقت نامه‌های رسمی میانجی گری، از جمله قوانینی است که مسئولیت میانجی را محدود کرده‌است.

## ایالات متحده
در ایالات متحده قوانین حاکم بر میانجی‌گری توسط دولت متفاوت است. برخی از ایالت‌ها دارای انتظارات روشن برای صدور گواهی نامه، استانداردهای اخلاقی و محرمانگی هستند. برخی از میانجی‌ها نیز از شهادت در خصوص مواردی که در آن‌ها فعالیت داشته‌اند معاف هستند. با این حال چنین قوانینی فقط فعالیت‌هایی را که در نظام دادگاهی انجام می‌شوند را پوشش می‌دهند و فعالیت‌های خارج از سیستم دادگاه امکان چنین حمایت‌های قانونی را ندارند. قوانین ایالتی مربوط به وکلا، در پوشش کسانی که میانجی هستند به‌طور گسترده‌ای متفاوت است. میانجیان حرفه‌ای اغلب گزینه بیمه مسئولیت را در نظر می‌گیرند.

## انواع میانجی ارزیابانه
این نوع میانجی روی آماده‌سازی طرفین با ارزیابی موردشان و هدایت آن‌ها به سمت توافق تمرکز می‌کند. در طی فرایند میانجیی، وقتی طرفین روی آنچه باید انجام شود توافق می‌کنند میانجی تصویری از جایی که باید به آن برسند ارائه می‌کند. میانجی ارزیابانه تا حدی نقش ناصح را دارد از این رو که ضعف‌ها و قوت‌های استدلال‌های هر یک از طرفین را ارزیابی می‌کند و پیش‌بینی‌هایی دربارهٔ اتفاقات احتمالی در صورت ارجاع به دادگاه را مطرح می‌سازد. میانجیان تغییر دهنده و تسهیل‌کننده استدلال‌ها را ارزیابی و طرفین را برای رسیدن به نقطهٔ خاصی هدایت نمی‌کنند.

## میانجی تسهیل گرانه
میانجیان تسهیل گر به‌طور معمول یک پرونده را ارزیابی نمی‌کنند یا طرفین را برای رسیدن به نقطهٔ خاصی هدایت نمی‌کنند در عوض میانجی تسهیل‌کننده گفتگو را تسهیل می‌کند.
این میانجی‌ها به عنوان محافظ (نگهبان) فرایند و نه محتوا و نتایج عمل می‌کنند. در طی جلسه میانجی تسهیل گرانه طرفینی منازعه هم چیزهایی که باید بحث شوند و هم چگونگی حل مشکلاتشان را کنترل می‌کنند. برخلاف میانجی تغییردهنده  میانجی تسهیل‌کننده روی کمک به طرفین برای پیدا کردن راه حلی برای منازعه کمک می‌کنند و به همین منظور میانجی تسهیل گر ساختار و دستورالعملی برای بحث فراهم می‌کند.

## میانجی تغییردهنده
میانجی تغییردهنده، تضاد را به عنوان بحران ارتباطی در نظر می‌گیرد. موفقیت با رسیدن به توافق اندازه‌گیری نمی‌شود بلکه با تغییر طرفین به سمت قدرت شخصی، پاسخگویی بین فردی، تعامل سازنده، درک خود و موقعیتشان، ارزیابی انتقادی امکانات، احساس بهتر دربارهٔ دیگران و اتخاذ تصمیم‌های شخصی.
این تصمیم‌ها ممکن است شامل توافقات باشند یا نباشند. کار میانجی تغییردهنده روی حمایت از توانمندسازی و تشخیص تغییرات تمرکز دارد. که از راه اجاره دادن و تشویق سنجش، تصمیم‌سازی و آینده نگری ممکن می‌گردد.
میانجی تغییردهنده قابل با تمرکز ظریف روی ارتباط عمل می‌کند و فرصت‌ها را از خلال گفتگوهای طرفین برای توانمندسازی و تشخیص شناسایی می‌کند.

## میانجی به همراه داوری
بعضی اوقات میانجی‌گری وقتی با داوری همراه شود به ویژه داوری الزام‌آور تأثیرات خوبی خواهد داشت. این فرایند میانجی گری/داوری نامیده می‌شود. فرایند همچون میانجی‌گری استاندارد آغاز می‌شود اما اگر میانجی‌گری شکست بخورد میانجی تبدیل به داور می‌شود. این فرایند برای مسایل مدنی جایی که (در مواقعی که) قوانین مربوط به مستندات و حوزه قضایی محل منازعه نیست، مناسبتر است.
از برخی جنبه‌ها شبیه دادخواست‌های اقتصادی مجرمانه (چانه زنی اقتصادی) و روند قضایی کنفوسیوسی می‌شود. که در آن قاضی همچنین نقش تعقیب‌کننده قضایی را نیز ایفا می‌کند. که در روندهای دادگاهی اروپای غربی به عنوان تصمیم الزامی تعبیر می‌شود.
ترکیبات میانجی گری/داوری ممکن است مسایل فرایندی و اخلاقی را برای میانجی ایجاد کند. بسیاری از انتخاب‌ها و موفقیت‌های میانجی‌گری به نقش منحصربه‌فرد میانجی به عنوانی کسی که هیچ قدرت اجباری را روی طرفین یا [به منظور کسب] نتایج به کار نمی‌بندد، مربوط می‌شود. آگاهی طرفین از این که ممکن است میانجی بعداً نقش داور را ایفا کند می‌تواند فرایند را دچار اختلال کند. استفاده از شخص متفاوت به عنوان قاضی این نگرانی را مرتفع می‌کند.

## [حل منازعه] آنلاین (برخط)
میانجی‌گری برخط از فناوری برخط برای دسترسی طرفینی منازعه به میانجی و طرف دیگر برغم فاصله جغرافیایی، ناتوانی یا سایر موانع مذاکره مستقیم استفاده می‌کند.
رویکردهای برخط همچنین میانجی‌گری را تسهیل می‌کنند زمانی که ارزش منازعه با هزینه‌های تماس چهره به چهره برابری نمی‌کند. میانجی‌گری برخط همچنین می‌تواند با میانجی‌گری چهره به چهره ترکیب شود تا میانجی‌گری یا انجام بحث‌های اولیه را سرعت ببخشد.

## میانجی گری مغرضانه
میانجی‌های بی‌طرف به منظور پایان دادن به یک تضاد وارد ماجرا می‌شوند. این هدف به میانجی برای رسیدن به نتیجه شتاب می‌بخشد. میانجی‌های مغرض با اغراض مشخصی به نفع یکی از طرفین وارد منازعه می‌شوند. میانجی‌های مغرض به نظر می‌رسد از منافع طرفینی خودشان در کنار هدایت به سمت راه حل پایدارتر و بهتر محافظت می‌کنند. [۲۸]

## جایگزین‌ها
میانجی‌گری یکی از چندین رویکرد حل منازعات است. با توجه به سادگی، غیررسمی بودن، انعطاف و اقتصاد آن طیفی از فرایندهای رقیب را در بر می‌گیرند. میانجی‌گری روش مناسبی برای حل همهٔ منازعات نیست. موفقیت محتمل نیست مگر: [۲۹][۳۰]
- همه طرفین آماده و علاقه‌مند به مشارکت باشند.
- هیچ‌کدام از طرفین نماینده حقوقی قانونی نداشته باشند. میانجی‌گری شامل حقی برای مشاوره حقوقی نمی‌شود.
- همه طرفین در سن قانونی باشند (هم چنین ببینید میانجیگری همتا را) و به لحاظ قانونی قابلیت اتخاذ تصمیم داشته باشند.

## مصالحه
واژه مصالحه بعضی اوقات مانند چتری که میانجی‌گری و فرایندهای حل منازعه ناصحانه و تسهیل گرانه را در بر می‌گیرد استفاده می‌شود. [۳۱]هیچ فرایندی نتیجه‌ای را [از قبل] تعیین نمی‌کند. برای مثال، همهٔ فرایندها دارای شخص ثالث بی‌طرف که هیچ اعمال قدرتی نمی‌کند هستند.
یک تفاوت عمده بین مصالحه و میانجی‌گری به این واقعیت برمی گردد که مصالحه گران دانش تخصصی مربوط به زمینه‌ای که در آن اقدام به مصالحه می‌کنند را دارا هستند. مصالحه گر می‌تواند پیشنهادهایی برای مفاد توافق مطرح کند و می‌تواند راجع به موضوع نصیحت‌هایی را ارائه کند. مصالحه گران ممکن است از نقش خود برای تشویق فعال طرفین برای رسیدن به یک راه حل استفاده کنند. در موارد مشخصی از منازعه مصالحه گر وظیفه فراهم آوردن اطلاعات قانونی را دارد؛ و این به اطمینان از این که موافقت صورت گرفته با چارچوب قوانین موضوعه هماهنگی دارد کمک می‌کند؛ بنابراین مصالحه ممکن است جنبهٔ ارشادی را هم شامل شود.
میانجی‌گری به صورت ناب تسهیل گرانه است: میانجی هیج نقش ارشادی ندارد. در عوض میانجی در جستجوی کمک به طرفین برای ایجاد فهم متقابل از نزاع و کار برای ایجاد یک راه حل عملی و پایدار است. [۳۲]
هم میانجی‌گری و هم مصالحه در تلاشند تا مسایل مورد نزاع را شناسایی کنند و می‌کوشند تا انتخاب‌هایی را به دست بیاورند که به طرفینی منازعه کمک می‌کند تا به راه حل مرضی‌الطرفینی برسند.
هر دو فرایندهای بالنسبه منعطفی را پیشنهاد می‌کنند. هر توافق حاصل شده باید موافقت همهٔ طرفین را داشته باشد. این برخلاف دادخواهی است که معمولاً منازعه به نفع کسی ختم می‌شود که قوی‌ترین ادله قانونی را داشته باشد. حقوق مشارکتی چیزی در این بین است که از فرایندهای تسهیل گرانه بهره می‌گیرد که در آن هر یکی از طرفین از مشاور استفاده می‌کند.

## مشاوره
مشاور معمولاً فنون درمانی را به کار می‌گیرد. برخی از این فنون مثل خط مشخصی از سوالات ممکن است در میانجی‌گری مفید باشد. اما نقش مشاور متفاوت از نقش میانجی است. لیست زیر همهٔ موارد را شامل نمی‌شود اما تمایزات مهم را نشان می‌دهد:
هدف میانجی توافق واضح بین مشارکت کنندگان با توجه به چگونگی
1. مواجهه آن‌ها با مسایل مشخص است. توجه مشاور بیشتر معطوف به طرفینیی است که درک بهتری از رفتار فردی خود به دست می‌آورند.
2. میانجی همچنانکه به احساسات فرد احترام می‌گذارد به عمق آن‌ها دست پیدا نمی‌کند. مشاور اساساً به این که افراد چگونه تجربیات مربوط را حس می‌کنند توجه دارد.
3. میانجی روی اهداف آینده مشارکت کنندگان تمرکز دارد به جای این که به تحلیل جزئیات اتفاقات گذشته بپردازد. مشاور ممکن است کشف جزئیات گذشته را برای پیدا کردن ریشه‌ها و الگوهای رفتار و باورها ضروری بداند.
4. میانجی فرایندها را کنترل می‌کند اما سعی زیادی برای تأثیر بر مشارکت کنندگان یا نتایج واقعی به خرج نمی‌دهد. مشاور اغلب نقش تعمدانه در فرایند را به عهده می‌گیرد و در جستجوی تأثیر بر طرفین به منظور جهت دهی مشخص یا در نظر گرفتن مسایل مشخص است.
5. میانجی بر همهٔ طرفین برای مذاکره معمولاً چهره به چهره تکیه دارد. مشاور لزوماً همهٔ طرفین را در همان زمان در نظر نمی‌گیرد.
6. لازم است میانجی بی‌طرف باشد. مشاور ممکن است نقش حمایتگر بیشتری را برای یکی از طرفین در مواقع مقتضی ایفا کند.
7. در میانجی‌گری لازم است هر دو طرف علاقه‌مند به مذاکره باشند. در مشاوره حتی اگر یکی از طرفین آماده یا علاقه‌مند به مذاکره نباشد مشکلی پیش نمی‌آید.
8. میانجی‌گری فرایندی ساختار یافته‌است که نوعاً در یک یا چند جلسه معدود کامل می‌شود. مشاوره معمولاً بسته به نیازهای مشارکت کنندگان و پیشرفت کار ادامه می‌یابد.

## ارزیابی بی‌طرف اولیه
فن ارزیابی بی‌طرف اولیه تمرکز ابتدایی بر منازعات اقتصادی پیچیده دارد و بر مبنای چنین تمرکزی مبنایی را برای مدیریت مورد [خاص] فراهم می‌کند یا پیشنهاد راه حل برای کلیت مورد در همان مراحل اولیه دارد.
در ارزیابی بی‌طرف اولیه ارزیاب به عنوان شخصی بی‌طرف برای ارزیابی قوت‌ها و ضعف‌های هر یک از طرفین عمل می‌کند و دربارهٔ همین موارد بحث می‌کند بنابراین طرفین (با ارزیابی مستقل) از ویژگی‌های پرونده خودشان آگاهی کسب می‌کنند. طرفین معمولاً با مشاور مجرب یا با گروهی از متخصصان و افراد باتجربه در آن موضوع مشخص مورد نزاع به منظور انجام ارزیابی بی‌طرف اولیه تماس می‌گیرند.

## داوری
داوری الزامی جایگزین مستقیم تری برای فرایند رسمی دادگاه است. داوری الزامی نوعاً در برابر یک یا سه داور انجام می‌شود. این فرایند خیلی شبیه یک دادگاه کوچک با قوانین موضوعه مربوط به مستندات و غیره است. داوری نوعاً از دادگاه سریعتر پیش می‌رود و معمولاً با هزینه کمتر. داور تصمیم نهایی را به جای طرفین اتخاذ می‌کند. تصمیم‌های داوران نوعاً نهایی هستند و استیناف‌ها به ندرت موفق خواهند بود حتی اگر تصمیم از نظر یکی از طرفین کاملاً بی منطق به نظر برسد.

## دادخواهی
در دادخواهی دادگاه‌ها نوعاً تصمیم‌های الزامی را برای طرفین منازعه اتخاذ می‌کنند. دادگاه‌ها در برخی پرونده‌ها مدعیان را به میانجی‌گری دعوت می‌کنند. میانجی‌گری معمولاً کم هزینه تر غیررسمی تر و با پیچیدگی کمترند. برخلاف دادگاه‌ها میانجی‌گری متضمن توافقات الزام‌آور نیستند و میانجی نتیجه را به صورت تصمیم اعلام نمی‌کند.

## دیپلماسی معین
در حالی که میانجی‌گری بر کنارهم آوردن طرفین به صورت چهره به چهره دلالت دارد راهبرد دیپلماسی معین به عنوان جایگزینی برای آن در برخی موارد کاربرد دارد که در آن میانجی به عنوان رابطی بین طرفینی منازعه عمل می‌کند.

## فلسفه پیشگیری از تعارض
میانجی می‌تواند مشکلات بین طرفین را پیش‌بینی کند و قبل از درگیری به حل آن بپردازد. رسیدگی به شکایات و مدیریت آن یک مکانیزم پیشگیری از بروز درگیری است. مسئول رسیدگی به شکایات در اولین ارتباط به‌طور مؤثر احتمال اختلاف را به حداقل می‌رساند. یک اصطلاح برای این نقش، «جلوگیری‌کننده از اختلاف» است.

## محرمانگی
یکی از اصول میانجی‌گری محرمانه بودن آن است. دو اصل در محرمانگی باهم در حال رقابت هستند. یک اصل، مردم را به مشارکت تشویق می‌کند. اصل دوم معتقد است همه حقایق مرتبط با موضوع مناقشه می‌بایست در دسترس دادگاه باشند. میانجی می‌بایست طرفین تحت مسئولیت خود را از اصل محرمانگی آگاه کند.
مراحلی که به میانجی برای حصول اطمینان از محرمانگی کمک می‌کند عبارتند از:
- تمام جلسات پشت درهای بسته برگزار می‌شود
- افراد دیگر تنها با رضایت طرفین می‌توانند شاهد جلسه باشند.
- این جلسات ثبت نمی‌شوند
- تبلیغات برای این جلسات ممنوع است.

محرمانگی یکی از ویژگی‌های قدرتمند و جذاب میانجی‌گری است. [۳۶] این مسئله خطر افشای اطلاعات و احساسات واقعی طرفین معامله را کاهش می‌دهد و مانع بهره‌مندی از مزایای موضع‌گیری می‌شود. به‌طور کلی اطلاعات مورد بحث در میانجی‌گری را نمی‌توان به عنوان مدرک استفاده کرد. این اطلاعات زمانی مورد استفاده قرار می‌گیرد که طرفین در میانجی‌گری به توافق رسیده باشند و نتیجه حاصل را به دادگاه ارائه دهند. [۳۷]
تعداد کمی از میانجی‌ها موفق می‌شوند. مگر اینکه طرفین به‌طور کامل، آشکارا و بدون ترس از به خطر افتادن در دادگاه ارتباط برقرار کنند. اصل محرمانگی برای کاهش چنین نگرانی‌هایی است. [۳۸]سازمان‌ها اغلب از محرمانگی به عنوان یک دلیل برای استفاده از فرایند میانجی‌گری استفاده می‌کنند. به خصوص در موقعیت‌های حساس. این در تضاد با ماهیت عمومی دادگاه است. با این حال میانجی‌گری خصوصی و محرمانه است. [۳۹]
در برخی شرایط طرفین توافق می‌کنند برای باز کردن میانجی‌گری یک قسمت یا همه قوانین محرمانه را محدود کنند. به عنوان مثال: میانجی می‌بایست اتهامات سوءاستفاده فیزیکی یا موارد دیگر را به مقامات گزارش دهد. در چنین مواردی کمتر احتمال دارد که محرمانگی حفظ شود. برخی از طرفین یا حتی دوطرف لازم است با مسئولیت میانجی برای مقامات بالاتر جزئیات را افشا کنند. [۳۹] اکثر کشورها محرمانگی میانجی را محترم می‌شمرند.

## امتیازات بی غرضی (امتیاز بدون تعصب)
مزیت‌های بی غرضی در عرف بیانگر این مطلب است که تلاش‌های صادقانه‌ای برای حل و فصل منازعه و رسیدن به توافق صورت می‌گیرد. هرگونه پیشنهادی ا نمی‌توان در دادگاه مورد استفاده قرار داد وقتی که موضوع مشابه است. این عمل می‌کند در روند میانجی گری. قانون استثنا نیز دارد. امتیاز در AWA Ltd v Daniels با مسئولیت محدود قابل مشاهده است. AWA با مسئولیت محدود دادرسی در دیوان عالی کشور علیه دانلیز مبتنی بر عدم درستی ممیزی حساب خود مطرح کرد. میانجیگری در این دادرسی منجر به رسیدن به توافق شد. AWAبا مسئولیت محدود فاش کرد که تا به حال بر سر یک سند پر خسارت که توسط مدیران ایجاد شده بوده به این روند حقوقی پرداخته‌اند. این شرکت تحت تأثیر قانون بی غرضی (بدون تعصب) این اطلاعات را فاش کرد. در دادخواهی بعدی دانیلز یک کپی از سند غرامت شرکت AWAدرخواست کرد که رئیس ولف اظهار داشت دانیلز تنها به دنبال اثبات یک واقعیت است که آن هم در میانجی‌گری به آن اشاره شده‌است. امتیاز بدون تعصب زمانی صادق است که طرفین معامله هر دو غرض ورزی و یک سونگری را کنار بگذارند در غیر این صورت، این امتیاز نادیده گرفته می‌شود. اگر چه میانجیگری خصوصی و محرمانه است، افشای اطلاعات محرمانه در حضور میانجی چشم پوشی از امتیاز نمایندگی نیست.

## دلالت‌های حقوقی
طرفین که در میانجی‌گری وارد می‌شوند حقوق قانونی خود را از دست نمی‌دهند. اگر میانجی‌گری به توافق منتج نشود هر یک از طرفین می‌توانند از حقوق خود در دادگاه مناسب یا روندهای محاکمات بهره بگیرند. در عین حال اگر میانجی‌گری به توافق ختم شود حقوق قانونی و تعهدات به درجات مختلفی متأثر می‌شوند.
در برخی شرایط طرفین ممکن است استطلاعیه یا توافق تضمین اخلاقی را قبول کنند چنین مواردی اغلب در میانجی گری‌های اجتماعی مشاهده می‌شوند. در موارد دیگر یک توافقنامه جامع وقتی در دادگاه ثبت می‌شود به لحاظ حقوقی الزام‌آور است. توصیه می‌شود پیش‌نویس وکیل یا راهنمای حقوقی دربارهٔ واژه‌های پیشنهادی همراه داشته باشید. سیستم‌های قضایی مشتاقند که میانجی‌های اجباری را به عنوان ابزاری برای به دست آوردن نیازهایشان برای کاهش بار پرونده‌ها و دعاوی خصمانه معرفی کنند.

## اصول
اصول میانجی‌گری شامل عدم خصومت، پاسخگویی، خودتعیین‌کنندگی و استقلال طرفین را شامل می‌شود.
عدم خصومت بر فرایند واقعی میانجی‌گری متکی است؛ و طرفین را به عنوان همکارانی در ایجاد یک توافق در نظر می‌گیرد. در مقابل قضاوت تصریحا خصمانه است از این رو که هر طرف سعی می‌کند طرف مقابل را از منظر خود محکوم کند. میانجی‌گری برای رسیدن به توافق به جای برنده و بازنده بودن طراحی می‌شود.
پاسخگویی به طرفین اجازه می‌دهد که ورای قوانین سخت سیستم قضایی راه حلهایی را جستجو کنند. فرایند میانجی‌گری پاسخگو همچنین غیررسمی، منعطف و مشارکتی است. خودتعیین‌کنندگی و استقلال طرفین به طرفین اجازه می‌دهد فضای توافق را خودشان انتخاب کنند به جای این که آن را به شخص دیگری مثل قاضی واگذار کنند؛ بنابراین مسوولیت نتایج را نیز به عهده خود طرفین می‌گذارد. در ایالات متحده کدهای رفتار میانجی بر مشتری محور بودن راه حل‌ها به جای راه حل‌های تحمیلی تأکید می‌کند؛ و این روال معمول، تعریف شدهٔ میانجی‌گری در آمریکا و انگلیس است.

## اخلاق
نظریه پردازان به ویژه Rushworth Kidder مدعی است که میانجی‌گری مبنای اخلاق پسامدرن است و همچون مسایل اخلاقی سنتی با محدودیت‌های از پیش تعریف شده اخلاق، دست به گریبان است.
میانجی‌گری همچنین می‌تواند به عنوان نوعی از کاهش صدمات یا کاهش منازعات به ویژه در کاربردهای وسیع الطیف آن در صلح و مذاکرات مشابه تلقی شود. یا در نگاه سر و ته در جنبش‌های صلح استفاده شود در شرایطی که اغلب میانجی‌گری اندیشمندانه نامیده می‌شود، این نوع [از میانجی گری] به‌طور خاص از روش‌های کواکرها مشتق شده‌است.

## حل اختلاف
جامعه تضاد را به عنوان چیزی که باید هر چه سریعتر حل شود درک می‌کند. میانجی‌ها تضاد را به عنوان واقعیت زندگی که اگر به‌طور صحیح مدیریت شود می‌تواند برای طرفین منافعی به دنبال داشته باشد در نظر می‌گیرند. منافع اختلاف شامل فرصت برای تجدید روابط و ایجاد تغییرات مثبت برای آینده است.

### Preparing for Mediation in Australia
۱Zutter, Deborah. Preliminary Mediation Practices. Bond University, Australia:Unpublished Thesis, 2004.
- Boulle، Laurence (۱۹۹۶). Mediation: Principles, Process, Practise. Sydney: Butterworths. شابک ۰-۴۰۶-۹۲۷۴۷-۲.
- Ruth، Charlton (۲۰۰۰). Dispute Resolution Guidebook. New South Wales: Prymont. شابک ۰-۴۵۵-۲۱۷۴۷-۵.
- Lancken، Stephen (۲۰۰۰). «The Preliminary Conference: Option or Necessity?». Australian Dispute Resolution Journal. ۱۹۶ (۱۱).
- Zutter، Deborah (۱۹۹۹). «Mediation in the Shadow of Abuse». The Advocate. ۸۶۷.
- Framework for ADR Standards
- Development of Standards
- matrixmediation.com
- Boulle, L. (۲۰۰۵). Mediation: Principles Processes Practices. LexisNexis Butterworths. p 348.
- wan afthanorhan، wan mohamad asyraf (۲۰۱۳). «Modelling The Multimediator On Motivation Among Youth In Higher Education Institution Towards Volunteerism Program». Mathematical Theory and Modeling. ۳ (۷): ۶۴–۷۰. از پارامتر ناشناخته |coauthors= صرف نظر شد (|author= پیشنهاد می‌شود) (کمک)

- Mediation, The Institute of Arbitrators and Mediators Australia
- Wikipedia contributors, "Mediation," Wikipedia, The Free Encyclopedia, http://en.wikipedia.org/w/index.php?title=Mediation&oldid=253999421 (accessed November 25, 2008).